# Línea 580 (Quilmes)
La línea 580 de colectivos es una línea de transporte automotor que opera servicio en el partido de Quilmes. Cuenta con SUBE y con unidades equipadas con aire acondicionado. Es operado por Expreso Villanueva S.A, y su cabecera se encuentra en la calle Rodolfo López 3006.

## Recorrido
La línea cuenta con un solo ramal, que cumple su recorrido entre el barrio El Jalón y el cementerio de Quilmes.
• Ida hacia barrio el Jalón: Desde Río Negro y La Guarda por La Guarda, Derqui, Padre Bruzzone, Presidente Uriburu, Avenida Jose Hernández, E. Zolá, Gelly y Obes, Monroe, Primera Junta, Avenida Mozart, Guido, Agente J. H. Lora, Avenida Isidoro Iriarte, Avenida Mozart, Brandsen, Allison Bell, Olavarría, Cevallos, Alberdi, Sarmiento, Alsina, Hipólito Yrigoyen, Alsina, Gaboto, Rivadavia, Avenida Hipólito Yrigoyen, Humberto 1°, Pte. Juan D. Perón (Ex Córdoba), Aristóbulo del Valle, Corrientes, Martín Rodríguez, San Mauro Castelverde, Av. La Plata, Albert Einstein, Av. Gral. Aramburu, Lisandro de La Torre, Panamá, Estanislao del Campo, Florida, Julio Casares hasta Av. Florencio Varela
• Vuelta hasta Cementerio de Quilmes: Desde Avenida F. Varela y Estanislao del Campo por Estanislao del Campo, Méjico, Lisandro de la Torre, Avenida O. Smith, Albert Einstein, Avenida La Plata, 1.º de Mayo, Martín Rodríguez, Presidente Juan Domingo Perón, Humberto 1°, Avenida Hipólito Yrigoyen, Olavarría, San Martín, Leandro Nicéforo Alem, Avenida Hipólito Yrigoyen, Videla, Mitre, Alberdi, Cevallos, Humberto 1°, Libertad, Matienzo, Avenida Mozart, Primera Junta, Monroe, Gelly y Obes, E. Zolá, Avenida José Hernández, Presidente Uriburu, Padre Bruzzone, Derqui, La Guarda hasta Río Negro.